# A Treasure
A Treasure är ett livealbum av Neil Young, utgivet 2011. Det ingår i Youngs Archives Performance Series och spelades in under hans turné 1984-1985 med countrybandet International Harvesters.
Albumet innehåller sex tidigare outgivna låtar. De övriga är hämtade från Old Ways ("Bound for Glory" och "Get Back to the Country"), Re-ac-tor ("Motor City" och "Southern Pacific"), Harvest ("Are You Ready for the Country?") samt Buffalo Springfield ("Flying on the Ground Is Wrong").

## Låtlista
Samtliga låtar skrivna av Neil Young, om annat inte anges.
1. "Amber Jean" - 3:17
2. "Are You Ready for the Country?" - 3:38
3. "It Might Have Been" (Ronnie Green/Harriet Kane) - 2:43
4. "Bound for Glory" - 5:58
5. "Let Your Fingers Do the Walking" - 3:03
6. "Flying on the Ground Is Wrong" - 4:47
7. "Motor City" - 3:22
8. "Soul of a Woman" - 4:27
9. "Get Back to the Country" - 2:31
10. "Southern Pacific" - 7:52
11. "Nothing Is Perfect" - 5:01
12. "Grey Riders" - 5:58

## Medverkande
- Neil Young - sång, gitarr
- Joe Allen - bas
- Anthony Crawford - banjo, gitarr, sång
- Tim Drummond - bas
- Ben Keith - gitarr, sång
- Karl T. Kimmel - trummor
- Spooner Oldham - piano
- Hargus "Pig" Robbins - piano
- Rufus Thibodeaux - fiol
- Matraca Berg - bakgrundssång
- Tracy Nelson - bakgrundssång